# Pas redoublé
Pour les articles homonymes, voir pas.

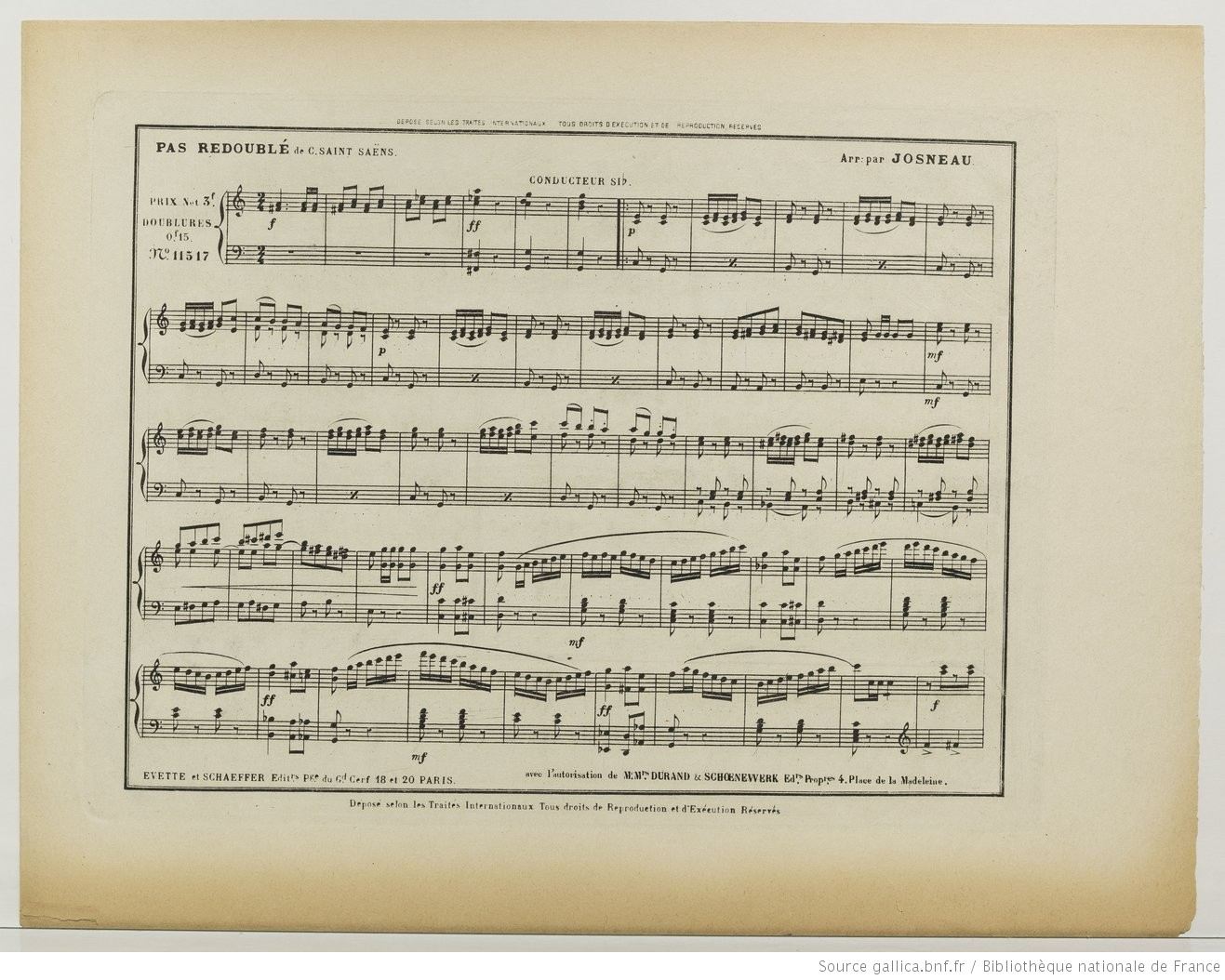
Pas redoublé (1890) de Camille Saint-Saëns, arrangé pour orchestre par Josneau.

Le pas redoublé ou pas-redoublé est un pas cadencé qui correspond au pas de charge et au pas de marche des armées de Napoléon Ier. Son rythme est le double de celui du « pas ordinaire ». Il correspond à une indication de tempo de l'ordre de 120 pulsations par minute environ et a inspiré un genre musical correspondant à une marche militaire pour formation (bande) d'instruments à vent et tambours (fanfare, orchestre d'harmonie, batterie-fanfare...) depuis 1790 en France. Il existe désormais un répertoire très fourni de pas redoublé servant aux cérémonies officielles et aux parades militaires.

## Histoire et forme musicale
Le pas redoublé (défini de la façon suivante : deux pas de 24 pouces en une seconde) apparaît avec la codification du pas cadencé vers 1750 pour l'infanterie française,.
La forme musicale appelée « pas redoublé » apparait à la Révolution française, notamment avec la création de la Musique de la Garde nationale par le capitaine Bernard Sarrette et l'amélioration des instruments de musique à vent au XIXe siècle ; elle correspond à une pièce de forme ternaire A-B-A avec da capo, issue du « menuet et trio » ou du « scherzo et trio », qui constitue souvent le troisième mouvement d'une symphonie, d'une sonate ou d'une œuvre apparentée. Le deuxième thème B est alors dénommé trio et offre un « contraste mélodique » avec le thème A.

« Les airs de musique militaire, les instruments et leur emploi sont en constante évolution. Ainsi va naître le Pas redoublé. La construction du Pas redoublé prend modèle sur celle du menuet, danse française à l'honneur aux XVIIe et XVIIIe siècles. Il comprend schématiquement deux pièces distinctes qui s'enchaînent sans interruption et dont la première est reprise intégralement à la fin de la seconde appelée trio. »

— François-Xavier Bailleul, Chef de musique des armées, Directeur du conservatoire militaire de musique de l'armée de terre, 
Revue "Les Chemins de la Mémoire n° 163" - Juillet-Août 2006 - MINDEF/SGA/DMPA'
À partir de la fin du XIXe siècle, le pas redoublé est joué en concert par les sociétés de musique et « se détourne de sa fonction militaire initiale pour devenir un genre divertissant à part entière ».

## Sélection d'œuvres
Dès la fin du XVIIIe siècle, de nombreux compositeurs au Conservatoire de musique et de déclamation et au gymnase musical militaire sous l'impulsion de Bernard Sarrette et de François-Joseph Gossec (David Buhl, Luigi Cherubini, Hyacinthe Klosé, Victor Caussinus...) ont écrit des pas redoublés ; une grande partie des chants militaires français sont arrangés avec un pas redoublé. Il existe également de nombreuses pièces de divertissement pour piano intitulées pas redoublé.
À titre d'exemples, on citera notamment :
- La carmagnole, chanson arrangée en pas redoublé reprise par les soldats qui la chantèrent à Valmy, à Jemappes et à Varoux au cours de l'automne 1792 et qui se firent appeler « les carmagnoles ».
- Pas redoublé de la Garde Impériale (s.d.), composé par David Buhl, jadis exécuté par les tambours et fifres de la Garde impériale
- P'tit Quinquin (1853), chanson du poète lillois Alexandre Desrousseaux
- Le Régiment de Sambre-et-Meuse (1867), marche de Robert Planquette
- Pas redoublé op.86 (1890), oeuvre pour piano à quatre mains de Camille Saint-Saëns, arrangé pour orchestre par Josneau [8]
- Michel Strogoff (ca. 1890) , pas redoublé sur un motif d'Artus pour harmonie ou fanfare avec des tambours, clairons, trompettes et cors de chasse de Marius Millot[9].
- Tambours et clairons op. 25 (1901), pas redoublé pour piano, de Mel Bonis.